# 59-я отдельная штурмовая бригада
59-я отдельная штурмовая бригада (укр. 59-та окрема штурмова бригада, сокр. 59 ОШБр, в/ч А1619, пп В4050) — тактическое соединение Сил беспилотных систем Украины. С 6 мая 2020 года бригада носит почётное название в честь Якова Гандзюка.

## История
8—20 декабря 2014 года началось формирование бригады в соответствии с общей директивой Минобороны и Генштаба ВСУ Украины от 8 числа. Флаг соединение получило во время празднования Дня Независимости Украины 2015 года.
Место дислокации бригады — город Гайсин Винницкой области, военный городок № 100 (фонды расформированного в 2013 году 31-го учебного авиационного центра, в/ч А3769). Место дислокации двух батальонов: город Подольск Одесской области на фондах бывшего 90-го учебного центра автомобильных войск. В 2019 году для бригады планируют возвести четыре двухэтажных общежития. Каждое из них рассчитано на проживание 120 контрактников по 4 человека в комнате. Также началось строительство двух четырёхэтажных зданий — это будут однокомнатные квартиры для проживания военнослужащих сержантского состава.
3 января 2025 года бригада переименована в штурмовую в составе Сил беспилотных систем.

### Война на востоке Украины
В сентябре 2015 года бригада в полном составе впервые вышла в зону АТО и круглогодично, без ротаций вела боевые действия на территории Донецкой и Луганской областей. До февраля 2019 года бригада 9 месяцев вела боевые действия на востоке Украины. 6 мая 2020 года бригада получила почетное наименование в честь генерал-майор Якова Гандзюка. По состоянию на 1 марта 2020 года 59-я отдельная мотопехотная бригада в ходе АТО потеряла погибшими 16 человек.

### Вторжение России в Украину
С началом полномасштабного вторжения России в Украину, начавшегося 24 февраля 2022 года, бригада принимает участие в оборонительно-наступательных действиях, включая такие эпизоды как: бои за Николаев, бои за Херсона в ходе боевых действий на юге Украины, а так же в боях за Авдеевку, боях за Пески, а также в ходе боевых действий на востоке Украины.
В апреле 2024 года главнокомандующий сухопутными силами ВСУ Александр Сырский назначил проверку обстоятельств потерь среди личного состава бригады. Проверка была назначена после жалоб семей военнослужащих на командира бригады Богдана Шевчука из-за пропажи без вести военнослужащих бригады.

#### Бои за Покровск
В июне-августе 2024 бригада обороняла Покровск, находившийся на острие российского наступления. По словам полковника П. Федосенко, в боях у Покровска противник превосходит силы бригады в пропорции 4:1. Он также сообщил, что военнослужащие бригады не имеют возможности отдыха, находясь на передовой по 30—40 дней. К 30 августа ВСУ практически без боя оставили Карловку и территорию, расположенную вокруг Карловского водохранилища. Оперативное командование ВСУ обвинило в потере Карловки командира и военнослужащих 11-го мотострелкового батальона 59-й отдельной мотопехотной бригады.

## Состав

### 2015 год
- управление
- 9-й отдельный мотопехотный батальон, А2896
- 10-й отдельный мотопехотный батальон, А2960
- 11-й отдельный мотопехотный батальон, А2980
- отдельный артиллерийский дивизион (Д-20)
- противотанковый артиллерийский дивизион
- зенитный ракетно-артиллерийский дивизион
- танковая рота
- разведывательная рота
- инженерная рота
- медицинская рота
- полевой узел связи
- ремонтная рота
- рота материального обеспечения
- взвод снайперов
- комендантский взвод[22]:

### 2021 год
По состоянию на 2021 год
- управление
- 9 отдельный территориальной обороны (г. Кодыма)
- 10 отдельный территориальной обороны батальон (г. Тростянец)
- 11 отдельный территориальной обороны батальон (г. Подольск)[23]
- танковый батальон
- зенитный ракетно-артиллерийский дивизион
- бригадная артиллерийская группа
  - артиллерийский дивизион
  - самоходный дивизион
  - реактивная батарея
- противотанковый артиллерийский дивизион
- батарея управления и артиллерийской разведки
- взвод снайперов
- разведывательная рота
- инженерная рота
- медицинская рота
- полевой узел связи
- ремонтная рота
- рота материального обеспечения
- комендантский взвод

## Командование
- полковник Осипчук, Василий Николаевич[укр.]
- 2018—2019: полковник Шведюк, Владимир Петрович[24]
- 2019 — 29 октября 2021: полковник Шаповалов, Геннадий Николаевич[25]
- 29 октября 2021 — 23 февраля 2022: полковник Виноградов, Александр Анатольевич[25]
- С 24 февраля 2022: полковник Сухаревский, Вадим Олегович[26]